# ブルース・ウィルス
元俳優なら、もしかして
- ブルース・ウィリス

ではありませんか？